# 范琼英 (1987年)

范琼英

范琼英（Phạm Quỳnh Anh，1987年1月16日—）是一位越南裔比利时歌手，生於比利時列日。

## 歌唱事业
2000年9月，在父亲的要求下，她参加了由比利时电视台RTBF举办的电视歌唱竞赛“为了荣誉”（Pour la Gloire），最终获得头名。范琼英通过这次竞赛结识了經紀人，后者将她介绍给了她未来的音乐制作人。2002年，范琼英与环球音乐集团的法国分公司Rapas Centre签了合同。在音乐制作人的运作下，范琼英于2005年得以与法国当红男歌手马克·拉万同台表演二重唱《我希望》（J'espère）。范琼英之后跟随拉万去到法国、瑞士以及比利时巡演。